# Пиршево
Пиршево (словен. Pirševo) — поселення в общині Камник, Осреднєсловенський регіон, Словенія. Висота над рівнем моря: 513,3 м.